# Gustav Hinke

Gustav Hinke

Gustav Adolf Hinke (* 24. August 1844 in Dresden; † 5. August 1893 in Leipzig) war ein deutscher Oboist.

## Leben
Hinke wurde 1844 als Sohn eines Musikers geboren. Er besuchte ab 1857 die Dresdner Kreuzschule und studierte von 1859 bis 1864 Oboe bei Rudolf Hiebendahl am Dresdner Konservatorium. Weiterhin wurde er im Klavierspiel u. a. von Julius Adolf Rühlmann unterrichtet.
1865 wurde er Aspirant in der Dresdner Hofkapelle. 1867 wurde er dann Mitglied (1. Oboist) im Gewandhausorchester in Leipzig. Zusätzlich lehrte er von 1873 bis 1878 am Leipziger Konservatorium. Zu seinen Schülern gehörte u. a. Alfred Gleißberg.
Er war Herausgeber einer Oboenschule beim C. F. Peters Musikverlag in Leipzig.

## Werke (Auswahl)
- Praktische Elementarschule für Oboe / Elementary Method for Oboe. C. F. Peters Musikverlag.
- Alfred Sous: Neue Oboenschule. Unter Einbeziehung der Elementarschule für Oboe von Gustav Adolf Hinke, Edition Peters.